# Jan-Hendrik Kiefer
Jan-Hendrik Kiefer (* 22. Dezember 1991) ist ein deutscher Schauspieler.

## Leben
Kiefer spielte 2005 als 14-Jähriger die Rolle des jugendlichen Klaus Störtebeker in dem gleichnamigen ARD TV-Zweiteiler unter der Regie von Miguel Alexandre. Danach erhielt er in der Pro 7 Serie Alles außer Sex eine Serienrolle. 2007 agierte er in der Neuverfilmung der Buddenbrooks unter dem Regisseur Heinrich Breloer die Rolle des Kai von Mölln. Im Sönke-Wortmann-Film Die Päpstin (2009) spielte er den älteren Bruder der Hauptdarstellerin. 2012 bis 2015 spielte er in der ZDF-Fernsehserie Frühling die Rolle des Matze Gmeiner.
Im September 2013 erhielt Kiefer in der Daily-Soap Hotel 13 von Nickelodeon eine Hauptrolle, in der er im Frühling 2014 zu sehen war.

## Filmografie
- 2005: Störtebeker (Zweiteiler)
- 2005: Die andere Hälfte des Glücks
- 2006: Um Himmels Willen (Folge 83)
- 2006: Alles außer Sex (Serie)
- 2007: Buddenbrooks
- 2008: Kalte Nacht, als Sebastian
- 2008: Die Päpstin
- 2009: Klimawechsel
- 2009: Um Himmels Willen (Folge 111)
- 2009: Life is easy
- 2010: Um Himmels Willen (Folgen 119 und 120)
- 2012: SOKO München – Den Tod gibt’s nicht umsonst
- 2012–2015: Frühling (Fernsehserie)
  - 2012:Frühling für Anfänger
  - 2013: Frühlingskinder
  - 2013: Frühlingsgefühle (2013)
  - 2014: Frühlingsgeflüster
  - 2015: Frühling zu zweit
- 2014: Der Lehrer (2x04)
- 2013: Sturm der Liebe
- 2014: Hotel 13
- 2014: Morden im Norden (Fernsehserie, Folge Zivilcourage)
- 2015: SOKO 5113 (Episodenhauptrolle; Staffel 39 – Folge 534, Die grüne Schlange)